# Pierre-Désiré Engo
Pierre-Désiré Engo est un haut fonctionnaire camerounais, ancien ministre et directeur de la CNPS.

## Biographie

### Enfance, formation et débuts
Pierre-Désiré Engo, né le 6 août 1941 à Ebolowa, est originaire de Bida, au sud du Cameroun.

### Carrière
Pierre-Désiré Engo a été ministre de l'économie au Cameroun. Il a été par ailleurs directeur de la Caisse nationale de prévoyance sociale. 
À la suite d'accusations, il incarcéré en 1999 à la prison de Kondengui au Cameroun,,,,.